# Alte Nationalgalerie
Alte Nationalgalerie på Museumsinsel i Berlin viser de vigtigste værker fra det nittende århundrede fra samlingen til Stiftung Preussischer Kulturbesitz. Hertil hører værker fra klassicismen og romantikken (Caspar David Friedrich, Karl Friedrich Schinkel, Karl Blechen), Biedermeier, fransk ekspressionisme (Édouard Manet, Claude Monet) og tidlig tysk impressionisme (Adolph von Menzel, Max Liebermann, Lovis Corinth). Til de vigtigste værker hører blandt andet Friedrichs "Mönch am Meer", Menzels "Eisenwalzwerk" og de såkaldte "Prinzessinnengruppe", et dobbeltbillede af prinsessene Louise og Friederike af Preussen, af billedhuggeren Johann Gottfried Schadow.
Bygningen blev planlagt af arkitekten Stüler efter en skitse tegnet af kong Frederik Wilhelm 4. af Preussen i 1865, og realiseret 1869-1876 af Strack i form som et romersk tempel med apsis. Det blev skadet under anden verdenskrig, men kunne genåbnes allerede i 1949. Det var færdig restaureret i 1969. Mellem 1998 og 2001 gennemgik det en ny restaurering fra grunden af, og fik samtidig to nye sale, hvor værker fra romantikken er udstilt.